# 松本千都子
松本 千都子（まつもと ちづこ）は、1964年（昭和39年）のミス・ユニバース日本代表。

## 経歴・人物
兵庫県神戸市出身。4人兄弟姉妹の末っ子。神戸市立葺合高等学校卒業。
大阪の貿易会社に勤めていた19歳のときミス・ユニバースに応募し、書類審査を通過した。1964年5月11日、フェスティバルホール（大阪市北区中之島）で行われた大会で、全国7地区の予選を勝ち上がった40人の中から優勝、ミス・ユニバース日本代表に選ばれる。「日本女性として恥ずかしくないようにします」と世界大会への意気込みを語った。
8月1日にフロリダ州マイアミビーチで行われた世界大会決勝では、最終予選（Top10）を突破できなかった。
1971年（昭和46年）メキシコへ渡り、ファッションモデルとして活躍した。